# Fängelsefilm
Fängelsefilm är en typ av kriminalfilm som skildrar livet i fängelse. De omfattar såväl dramafilmer och actionfilmer som komedifilmer.
Det är vanligt att fängelsefilmer innehåller hotfulla vakter, isoleringsceller och en intagen filmhjälte som inspirerar sina medfångar genom att motverka systemet.
Kvinnofängelsefilmer är en subgenre som skildrar kvinnor i fängelse, och som brukar räknas till exploitation-filmer.